# Courage (película)
Courage (titulada: Mariana en Argentina y Madre Coraje en España) es un telefilme estadounidense de drama de 1986, dirigido por Jeremy Kagan, escrito por E. Jack Neuman y adaptado de un artículo de Michael Daly, musicalizado por Craig Safan, en la fotografía estuvo Steven Poster y los protagonistas son Sophia Loren, Billy Dee Williams y Hector Elizondo, entre otros. Este largometraje fue realizado por Highgate Pictures y New World Television; se estrenó el 24 de septiembre de 1986.

## Sinopsis
Una madre en Queens, enfadada al enterarse de que su hijo consume drogas, se transforma en agente encubierta de la DEA para acabar con el negocio de las drogas en su barrio. La película está basada en hechos reales.